# Downingia insignis
Downingia insignis är en klockväxtart som beskrevs av Edward Lee Greene. Downingia insignis ingår i släktet Downingia och familjen klockväxter. Inga underarter finns listade i Catalogue of Life.